# Tentara Nasional Indonesia Angkatan Laut
La Tentara Nasional Indonesia Angkatan Laut, abbreviata in TNI-AL e conosciuta anche internazionalmente con la designazione in lingua inglese Indonesian Navy, è la marina militare dell'Indonesia e parte integrante, assieme alla Tentara Nasional Indonesia Angkatan Udara (aeronautica militare) e Tentara Nasional Indonesia Angkatan Darat (esercito), delle forze armate indonesiane.
Il ruolo della Marina militare indonesiana è di pattugliare l'immensa linea costiera dell'Indonesia, assicurare la sicurezza delle acque territoriali e della Zona Economica Esclusiva (ZEE), per proteggere gli interessi marittimi strategici del paese e delle isole circostanti e difendere il paese dalle minacce marittime. La TNI AL è la più grande marina nel Sud-est asiatico, ed il suo obiettivo è attualmente di diventare la forza navale più avanzata tecnologicamente dell'area.
Tutte le navi della marina indonesiana hanno il prefisso KRI (in Indonesiano, Kapal Perang Republik Indonesia), che significa Nave della Repubblica di Indonesia. La marina ha attualmente 74.000 effettivi attivi e più di 150 mezzi navali compresi sottomarini d'attacco.

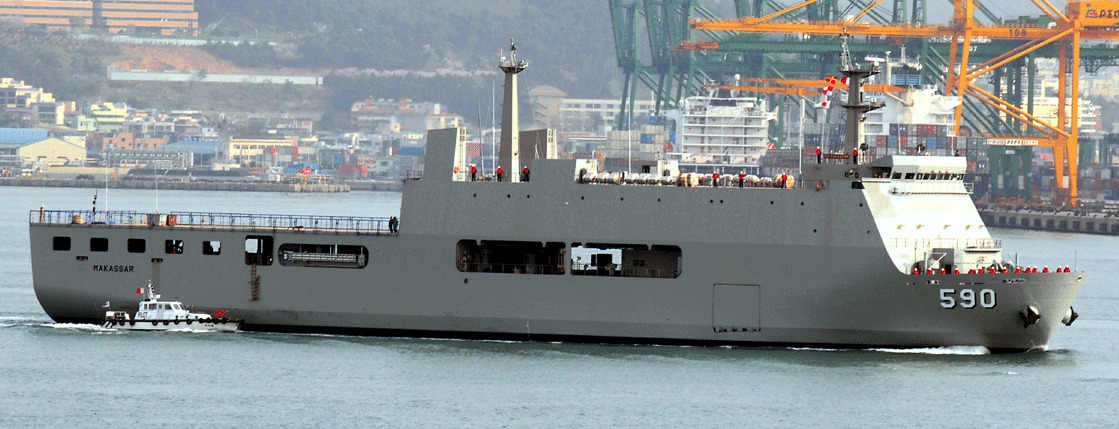
KRI makassar 590

## Mezzi Aerei
Sezione aggiornata annualmente in base al World Air Force di Flightglobal del corrente anno. Tale dossier non contempla UAV, aerei da trasporto VIP ed eventuali incidenti accorsi durante l'anno della sua pubblicazione. Modifiche giornaliere o mensili che potrebbero portare a discordanze nel tipo di modelli in servizio e nel loro numero rispetto a WAF, vengono apportate in base a siti specializzati, periodici mensili e bimestrali. Tali modifiche vengono apportate onde rendere quanto più aggiornata la tabella.
| Aeromobile                        | Origine     | Tipo                                          | Versione (denominazione locale) | In servizio (2024) | Note | Immagine |
| Aerei da pattugliamento marittimo |             |                                               |                                 |                    | |          |
| CASA C-212 Aviocar                | Indonesia   | aereo da pattugliamento marittimo             | NC-212-200MP                    | 5                  | |          |
| CASA CN-235                       | Indonesia   | aereo da pattugliamento marittimo             | CN-235-220 MPA                  | 6                  | 5 CN-235-220 MPA consegnati tra l'ottobre del 2013 e il gennaio 2019, più un ulteriore CN-235-220MPA ordinato e consegnato il 15 giugno 2022. |          |
| Aerei da trasporto                |             |                                               |                                 |                    | |          |
| CASA C-212 Aviocar                | Indonesia   | aereo da trasporto                            | NC-212                          | 8                  | |          |
| Aerei da addestramento            |             |                                               |                                 |                    | |          |
| Piper Archer DX                   | Stati Uniti | aereo da addestramento                        | Archer DX                       | 8                  | 5 Archer DX consegnati a dicembre 2019. Ulteriori 3 PA-28-181 consegnati ed in servizio al marzo 2023. |          |
| Elicotteri                        |             |                                               |                                 |                    | |          |
| Eurocopter AS 565 Panther         | Francia     | elicottero multiruoloASW                      | AS 565MBe                       | 92                 | 11 AS 565MBe ASW ordinati a novembre 2014 consegnati a partire dalla fine del 2018. Al giugno 2019 risultano tutti consegnati, 9 dei quali saranno riconfigurati per missioni multiruolo, mentre solo rimarranno in configurazione antisommergibile. |          |
| Bell 412                          | Stati Uniti | elicottero utility                            | Bell 412EP                      | 3                  | |          |
| MBB Bo 105                        | Germania    | elicottero utility                            | NBo 105                         | 8                  | |          |
| Eurocopter EC 120 Colibri         | Francia     | elicottero utilityelicottero da addestramento | EC-120                          | 5                  | |          |
| Eurocopter Super Puma             | Francia     | elicottero da trasporto                       | AS 332F                         | 1                  | |          |
| Bell 505                          | Stati Uniti | elicottero da addestramento                   | Bell 505                        | 3                  | 4 Bell 505 ordinati, i primi due esemplari consegnati il l'8 dicembre 2021. |          |

### Aeromobili ritirati
- GAF N.24 Nomad MPA